# Psychotria tenuipes
Psychotria tenuipes är en måreväxtart som beskrevs av Elmer Drew Merrill och Lily May Perry. Psychotria tenuipes ingår i släktet Psychotria och familjen måreväxter. Inga underarter finns listade i Catalogue of Life.